# Підсвічування синтаксису

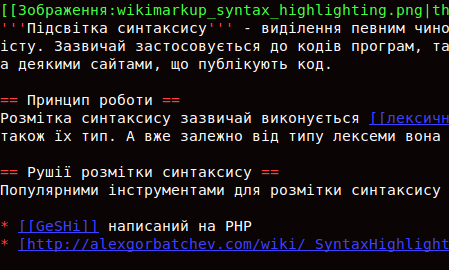
Підсвітка вікірозмітки

Підсвічування синтаксису (іноді, підсвітка синтаксису) — виділення певним чином (зазвичай кольором), певних елементів тексту (лексем), для покращення сприйняття його вмісту. Зазвичай застосовується до кодів програм, та розмітки документів. Підсвічування синтаксису підтримується багатьма текстовими редакторами, та деякими сайтами, що публікують код.

## Історія
Ідеї підсвічування синтаксису значною мірою збігаються з ідеями редакторів, керованих синтаксисом. Одним із перших таких редакторів для коду був редактор коду Вілфреда Гансена 1969 року — Емілі (англ. Emily). Він надавав розширені незалежні від мови засоби завершення коду та, на відміну від сучасних редакторів із підсвічуванням синтаксису, фактично унеможливлював створення синтаксично неправильних програм.
У 1982 році Аніта Х. Клок і Ян Б. Чодак подали патент на першу відому систему підсвічування синтаксису, яка використовувалася в периферійному пристрої Intellivision's Entertainment Computer System (ECS), випущеному в 1983 році. Він виділяв різні елементи програм BASIC і був реалізований, щоб полегшити початківцям, особливо дітям, початок написання коду. Пізніше Live Parsing Editor (LEXX), написаний для операційної системи VM для комп'ютеризації Оксфордського словника англійської мови в 1985 році, був одним із перших, хто використовував підсвічування синтаксису кольором. Можливість аналізу в реальному часі дозволяла додавати до редактора надані користувачем аналізатори для тексту, програм, файлів даних тощо. На мікрокомп'ютерах MacPascal 1.0 (10 жовтня 1985) розпізнавав синтаксис Паскаля під час його введення та використовував зміни шрифту (наприклад, напівжирний для ключових слів) для виділення синтаксису на монохромному компактному Macintosh і автоматично додавав відступи коду відповідно до його структури.

## Принцип роботи
Розмітка синтаксису зазвичай виконується лексичним аналізатором, який розбиваючи текст на окремі лексеми, визначає також їх тип. А вже залежно від типу лексеми вона відображається на екрані різним кольором.

## Рушії підсвічування синтаксису
Популярними інструментами для підсвічування синтаксису є:
- GeSHi написаний на PHP
- SyntaxHighlighter[8][9] (JavaScript)